# Titularbistum Iucundiana
Das Bistum Iucundiana (italienisch diocesi di Giocondiana, lateinisch Dioecesis Iucundianensis) ist ein Titularbistum der römisch-katholischen Kirche.
Die in Nordafrika in der römischen Provinz Numidien gelegene Stadt war ein alter römischer Bischofssitz, der im 7. Jahrhundert mit der islamischen Expansion unterging. 
| Titularbischöfe von Iucundiana |                                          |                                                   |                  |                |
| Nr.                            | Name                                     | Amt                                               | von              | bis            |
| 1                              | Pierre François Jean-Baptiste Salmon OSB | Abt von San Girolamo de Urbe (Italien)            | 4. Juni 1964     | 24. April 1982 |
| 2                              | Domenico Crescentino Marinozzi OFMCap    | Apostolischer Vikar von Soddo-Hosanna (Äthiopien) | 15. Oktober 1982 | 19. Juli 2024  |
| 3                              | Mamiarisoa Modeste Randrianifahanana     | Weihbischof in Antananarivo (Madagaskar)          | 26. Juni 2025    |                |